# تاريخ اللسانيات
علم اللغة هو الدراسة العلمية للغة، ويتضمن تحليل شكل اللغة، ومعنى اللغة، واللغة في السياق.
تم توثيق استخدام اللغة لأول مرة بشكل منهجي في بلاد ما بين النهرين، مع قوائم معجمية موجودة من الألفية الثالثة إلى الألفية الثانية قبل الميلاد، والتي تقدم مسارد حول استخدام الكتابة المسمارية السومرية ومعناها، والمفردات الصوتية للغات الأجنبية. في وقت لاحق، تم تحليل اللغة السنسكريتية بشكل منهجي، ووصف قواعدها، من قبل بانيني (من القرن السادس إلى الرابع قبل الميلاد)، في وادي السند. بدءًا من القرن الرابع قبل الميلاد تقريبًا، طورت الصين أيضًا في فترة الدول المتحاربة تقاليدها النحوية الخاصة. وضع أرسطو أساس علم اللغة الغربي كجزء من دراسة البلاغة في كتابه الشعر ج. 335 ق.م. تطورت تقاليد قواعد اللغة العربية والقواعد العبرية خلال العصور الوسطى في سياق ديني مثل قواعد اللغة السنسكريتية لبانيني.
بدأت المناهج الحديثة في التطور في القرن الثامن عشر، وفي النهاية تم اعتبارها في القرن التاسع عشر تنتمي إلى تخصصات علم النفس أو علم الأحياء، حيث أسست مثل هذه الآراء أساس اللغويات الأنجلو أمريكية السائدة، على الرغم من أن المناهج اللغوية في إنجلترا مثل: كان أسلوب هنري سويت يميل إلى السيطرة. وقد اعترض فرديناند دي سوسور على هذا في أوائل القرن العشرين، الذي أسس علم اللغة كنظام مستقل ضمن العلوم الاجتماعية. وفقًا لمفهوم سوسير، يتكون علم اللغة العام من دراسة اللغة كنظام سيميائي، والذي يتضمن الحقول الفرعية لعلم الأصوات، والصرف، والنحو، وعلم الدلالة. يمكن التعامل مع كل من هذه الحقول الفرعية إما بشكل متزامن أو غير متزامن.
اليوم، يشمل علم اللغة عددًا كبيرًا من المناهج العلمية وقد طور المزيد من المجالات الفرعية، بما في ذلك اللغويات التطبيقية، وعلم اللغة النفسي، وعلم اللغة الاجتماعي، واللسانيات الحاسوبية.